# Barão da Portela
Barão da Portela é um título nobiliárquico, criado por D. João VI de Portugal, por Decreto de 26 de Outubro de 1823, em favor de Bernardo Doutel de Almeida.
Titulares
1. Bernardo Doutel de Almeida, 1.º Barão da Portela.